# カフェテラスのふたり
『カフェテラスのふたり』はNHK-FM放送で1985年4月1日から1988年3月18日まで放送されていたラジオドラマ番組である。
前身番組は「ふたりの部屋」。
1987年3月まで「公園通り21」内の一部として放送。

## 作品一覧
再放送は省略。

### 1985年
| 開始日   | タイトル                               | 作・原作               | 回数   |
| -------- | -------------------------------------- | ---------------------- | ------ |
| 4月1日   | 女たちの15の伝説                       | 古井由吉               | 全10回 |
| 4月15日  | 南伸坊の哲学的                         | 南伸坊                 | 全10回 |
| 4月29日  | マネー・マッドネス                     | ルイス・ゴールドバーグ | 全5回  |
| 5月6日   | 赤糸で縫いとじられた物語 PART2         | 寺山修司               | 全10回 |
| 5月13日  | 男・女・いい出逢い                     | 畑山博                 | 全5回  |
| 5月20日  | ふられ虫の唄                           | 武田鉄矢               | 全10回 |
| 6月3日   | べかこ・しおりのタイムトラベル60       | 和多田勝               | 全10回 |
| 6月17日  | 宇宙人のしゅくだい                     | 小松左京               | 全5回  |
| 6月24日  | USA気まぐれバス                        | 天上昇                 | 全5回  |
| 7月1日   | 美琴姫様騒動始末                       | 結城恭介               | 全5回  |
| 7月8日   | 女たちの15の伝説                       | 古井由吉               | 全5回  |
| 7月15日  | 慎平・良子のグラフィティ・イン・ナゴヤ |                        | 全10回 |
| 9月2日   | カルチャー・ゲーム                     | 横光晃                 | 全5回  |
| 9月9日   | 87分署のキャレラ                       | 直井明                 | 全5回  |
| 9月16日  | ハムスターになった男                   | 高橋光子               | 全10回 |
| 9月30日  | 美味しんぼ                             | 雁屋哲                 | 全10回 |
| 10月14日 | みちのくゆきずりのおと                 | 松坂礼子               | 全5回  |
| 10月21日 | 花言葉物語                             | 岡本螢                 | 全10回 |
| 11月5日  | 食卓のエッセイ                         | 山内美郷               | 全9回  |
| 11月18日 | 魚の恋の物語                           | 五見                   | 全5回  |
| 11月25日 | ピーターパンとウェンディ               | ダン・カイリー         | 全10回 |
| 12月9日  | 人情ジャズ噺                           | 山川啓介               | 全5回  |
| 12月16日 | カルチャー・ゲーム PART2               | 千葉敦子               | 全10回 |

### 1986年
| 開始日   | タイトル                     | 作・原作   | 回数   |
| -------- | ---------------------------- | ---------- | ------ |
| 1月6日   | なんて素敵にジャパネスク     | 氷室冴子   | 全10回 |
| 1月20日  | 危険な逃亡者                 | 柳瀬裕子   | 全5回  |
| 1月27日  | スポーツを人並みに楽しむ方法 | 大池晶     | 全5回  |
| 2月17日  | 日曜日と九つの短編           | 連城三紀彦 | 全10回 |
| 3月3日   | 夢一輪「もえ」の京日記       | 永田萌     | 全10回 |
| 4月7日   | 花言葉物語                   | 岡本螢     | 全10回 |
| 4月21日  | 星へ行く船                   | 新井素子   | 全10回 |
| 5月6日   | 夜の劇場                     | 阿刀田高   | 全10回 |
| 5月19日  | さだまさしの自分症候群       | さだまさし | 全10回 |
| 5月26日  | 紅子・ヤスオのふたり旅       | 石浜紅子   | 全10回 |
| 6月9日   | ウエストコーストの旅         | 東理夫     | 全10回 |
| 6月23日  | 「ことわざ」による男と女の間 | 内田史子   | 全10回 |
| 7月7日   | さだまさしの青春症候群       | さだまさし | 全5回  |
| 7月14日  | 10人のシンデレラ PART1       | 山室静     | 全10回 |
| 7月28日  | 無辺世界 リズミカル・ドラマ  | 銀色夏生   | 全5回  |
| 9月1日   | 12の星座の物語 PART5         | 流智明     | 全10回 |
| 9月15日  | ウエストコーストの旅 PART2   | 東理夫     | 全10回 |
| 9月29日  | くどきのテクニック教えます   | 田辺聖子   | 全10回 |
| 10月13日 | ザ・素ちゃんズ・ワールド     | 新井素子   | 全10回 |
| 10月27日 | 笑え!犬丸                    | 夏生十三   | 全5回  |
| 11月10日 | 獏のいる風景                 | 舟橋克彦   | 全10回 |
| 11月24日 | 青春のあめ玉                 | 和田良誉   | 全10回 |
| 12月1日  | 下北沢の休日                 | 下川博     | 全10回 |
| 12月15日 | さっきまで優しかった人       | 片岡義男   | 全5回  |
| 12月22日 | わたしという男               | 高平哲郎   | 全5回  |

### 1987年
| 開始日   | タイトル                           | 作・原作           | 回数   |
| -------- | ---------------------------------- | ------------------ | ------ |
| 1月5日   | 鍋十夜                             | 東理夫             | 全10回 |
| 1月19日  | ちょっと太めのシンデレラ           | 柳瀬裕子           | 全5回  |
| 1月26日  | 尾道・映画通り                     | 加納健男           | 全5回  |
| 2月2日   | 猫のメリーゴーランド               | 岡本螢             | 全10回 |
| 2月17日  | ロマン紀行 小京都物語              | 元生茂樹           | 全10回 |
| 3月3日   | 気分はリバイバル                   | 村松友視           | 全9回  |
| 4月6日   | 猛女モーレツ                       | 永井路子           | 全10回 |
| 4月20日  | カフェバー「クロ」の殺人調書       | 青柳友子           | 全10回 |
| 5月6日   | あ!ぶない関係                      | 井沢満             | 全8回  |
| 5月18日  | はてしなきすれちがいシーソーゲーム | 草森紳一           | 全5回  |
| 5月25日  | B級志願                            | 東理夫             | 全5回  |
| 6月1日   | シーサイドテラスの夏景色           | 川西蘭             | 全10回 |
| 6月15日  | 愛十夜 中島みゆきのように          | 加納健男           | 全10回 |
| 6月29日  | 時には母のない子のように           | 寺山修司           | 全10回 |
| 7月13日  | 10人のシンデレラ RART2             | 湯本香樹実         | 全10回 |
| 7月27日  | 勝手にしちゃいます私の旅           | 原一角             | 全5回  |
| 8月31日  | 猛女モーレツ 外国篇                | 永井路子           | 全10回 |
| 9月14日  | キリコのコリクツ                   | 玖保キリコ         | 全10回 |
| 9月28日  | 青春9回裏                          | 木皿泉・長川千佳子 | 全10回 |
| 10月12日 | 時のカフェテラス                   | 阿刀田高           | 全10回 |
| 10月26日 | 街に天使が降りてくる               | 夏生十三           | 全5回  |
| 11月9日  | 韓国・鉄道・グルメの旅             | 辻真先             | 全5回  |
| 11月16日 | マドンナの惑星                     | 図子慧             | 全5回  |
| 11月23日 | 五つの魔法の物語                   | 島田満             | 全5回  |
| 12月7日  | 夫婦というもの                     | 高平哲郎           | 全5回  |
| 12月14日 | 冒険家の食卓                       | C・W・ニコル       | 全10回 |

### 1988年
| 開始日  | タイトル                     | 作・原作   | 回数   |
| ------- | ---------------------------- | ---------- | ------ |
| 1月4日  | デュエット                   | 海老沢泰久 | 全10回 |
| 1月18日 | 「親不孝通り」より愛をこめて | 井上寛治   | 全10回 |
| 1月25日 | ザ・オコノミヤキ             | 松原三和子 | 全10回 |
| 2月8日  | マン・ウォッチング           | 中島らも   | 全10回 |
| 2月15日 | 幻の動物園                   | 小野小町   | 全10回 |
| 2月29日 | 10人のシンデレラ PART3       | 山室静     | 全10回 |
| 3月14日 | さよならの春                 | 東理夫     | 全5回  |

## 番組の現存状況
2021年の時点で「ふられ虫の唄」・「美味しんぼ」・「なんて素敵にジャパネスク」・「10人のシンデレラ」・「くどきのテクニックおしえます」・「気分はリバイバル」・「シーサイドテラスの夏景色」・「猛女モーレツ」・「マン・ウォッチング」等の一部放送回がNHKアーカイブスに保存されていないを公表している。